# Scorpa
Scorpa es una marca francesa de motocicletas, nacida de la colaboración de Joël Domergue y Marc Tessier, ahora en Sherco, que aceptaron el reto de crear una nueva moto de trial.
El primer modelo, nacido en 1993, incorporaba motor Rotax, siendo muy similar al de Gas Gas y Sherco, ya que fue construido en España y, según Scorpa, las demás fábricas se aprovecharon de ello, siendo el motivo principal por el que la fábrica francesa, con posterioridad, eligió un camino totalmente diferente, con el chasis tubular de los modelos actuales.
Se fue evolucionando el modelo, siempre bajo la premisa establecida por Joël Domergue de ofrecer un producto de la más alta calidad, algo que no pasó desapercibido a la gente de Yamaha, que inició negociaciones firmes con la nueva marca.
Uno de los detalles más significativos es la adopción de las horquillas Paioli, desarrolladas siempre por esta marca en colaboración con Scorpa.
Vamos haciendo un recorrido, donde nos van explicando la evolución de los diferentes modelos, marcando un punto de inflexión con el modelo Easy, equipado ya con el motor Yamaha, y con la estética tan diferente que ya conocemos y que marca las distancias con las demás marcas.